# Cagayan (rijeka)
Cagayan ili Rio Grande de Cagayan je najveća rijeka u Filipinima.
Rijeka se nalazi u regiji Cagayan Valley u sjeveroistočnom dijelu otoka Luzona i prolazi pokrajinama Nueva Vizcaya, Quirino, Isabela i Cagayan.
Rijeke izvire na planinama Caraballo u središnjem Luzon na nadmorskoj visini od oko 1524 metra. Rijeka teče sjeverno nekih 505 km do ušća u Babuyan kanalu u blizini grada Aparrija. Njezine glavne pritoke su Chico, Siffu, Mallig, Magat i Ilagan.
Magat je najveći pritok s procijenjenom godišnjom količinom vode od 9.808 milijuna kubičnih metara.
Cagayan ima površinu porječja oko 27.300 km ². Tijekom sezone monsuna u jugoistočnoj Aziji od svibnja do listopada vrlo su česte poplave s veliki štetama. Prosječna godišnja količina oborina je 1000 mm u sjevernom dijelu do 3000 mm u južnim planinama.

## Vanjske poveznice
- Filipinska atmosferska, geofizička i astronomska uprava
- Međunarodne rijeke
- Cagayan rijeka Wikimap